# سیارک ۲۳۰۷۹
سیارک ۲۳۰۷۹ (به انگلیسی: 23079 Munguia، نامگذاری:1999XO97) بیست و سه هزار و هفتاد و نهمین سیارک کشف شده‌است که در ۷ دسامبر ۱۹۹۹ کشف شد.
قدر مطلق سیارک برابر ۱۲.۳ است.